# Paul Hantson
Léopold Hantson dit Paul Hantson, né le 11 janvier 1897 à Wasquehal et mort le 29 novembre 1952 dans la même ville, est un gymnaste français, spécialiste du Concours Général.

## Biographie

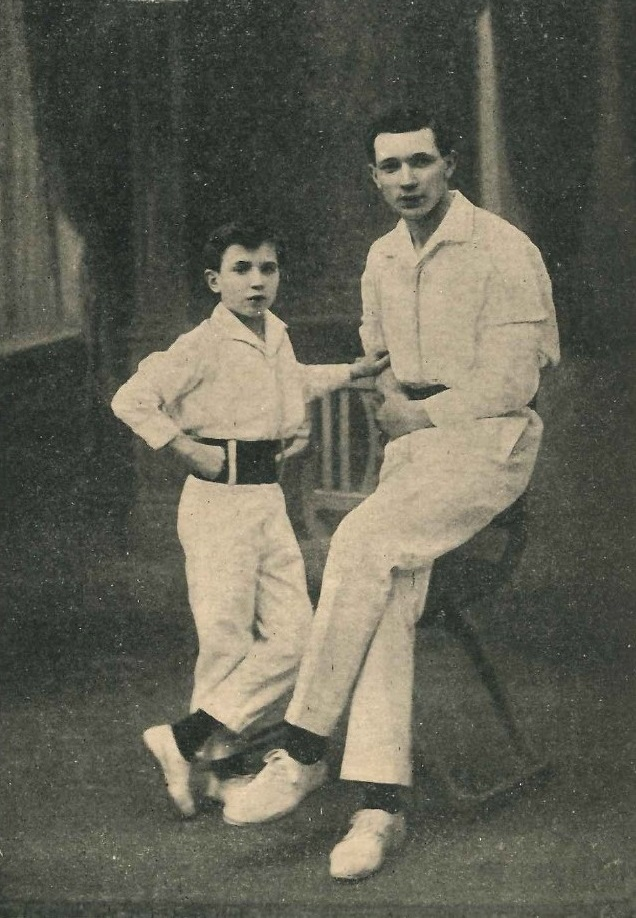
The Hantson, constitué de Paul Hantson père et de Paul Hantson fils.

Paul Hantson né Léopold Hantson, est le fils de Julien Hantson (1865-1912), forgeron et d'Hortense Jovenaux (1878-1952), peigneuse. 
Après la Première Guerre mondiale, il déménage sur Marcq-en-Barœul et ouvre le café de l'amicale rue Jean Jaures. 
Il tient un café à partir de 1924 au 71 rue Chanzy à Hellemmes et retourne vivre sur Marcq-en-Barœul, rue Jean Jaurès pour ouvrir un nouvel établissement, l'Estaminet Hantson. 
Il a un fils Paul Hantson, qui est gymnaste et qui sera professeur d'éducation physique à Wasquehal et en juin 1941, il est prisonnier en Allemagne. Il décède en 1952 au Capreau et est inhumé au cimetière du Plomeux à Wasquehal. Son épouse, Clémence Lerminet, décède en 1981.

## Carrière de gymnaste
Des 1909, il participe, dans la catégorie pupille, aux fêtes régionales, qui sont les compétitions régionales de gymnastique. Il finit 68e au concours individuel de la 24e fête régional de Roubaix en 1909 et remporte le titre régional en saut en hauteur à la 25e fête régionale de gymnastique de Lille en 1910.
Il fera partie du club Espérance Wasquehal Gym de 1920 à 1930, de L'Avenir d'Hellemmes de 1924 à 1929 puis de la Renaissance de Marcq-en-Barœul en 1929.
Il participe aux fêtes fédérales, organisé par l'USGF qui sont les championnats de France de gymnastique. En 1921 à Lille, il est champion de France au concours général athlétique et en 1922 à Marseille, il est champion de France au concours général athlétique et vice-champion de France au concours individuel. Il finit 5e du championnat artistique au concours international de Valenciennes en 1923. 
Du 2 au 4 novembre 1923, il se déplace à Paris, à l'école de Joinville, pour participer à la 3e épreuve des éliminatoires en vue de la désignation des gymnastes français aux Jeux olympiques d'été de 1924 où il finit 8e, puis au premier championnat de France de gymnastique (organisé pour les 50 ans de l'USGF) où il finit 3e. Le journal L’Égalité Roubaix-Tourcoing le mentionne qualifié pour les finales des olympiades sous les couleurs des Sports réunis de Roubaix avec Alfred Louncke, Gaston Butter et Charles Pacôme mais ne participe pas aux jeux olympiques.
Il est champion de France au concours général athlétique en 1924 à Clermont-Ferrand, 12e du championnat de France, au concours général athlétique en 1925 à Paris, qui voit la victoire d'Amand Solbach et champion de France au concours général athlétique en 1930 à Alger et 1933 à Angoulême.
Il participe à des exhibitions avec son groupe The Hantson (dont participe son fils Paul), acrobates équilibristes avec la mention Champions Olympiques. Il est président du club de la Renaissance de Marcq-en-Barœul, de 1931 à 1936,. Il finit 5e au championnat de France au concours général athlétique en 1929 à Paris, au Stade Buffalo et qui voit la victoire d'Amand Solbach. 
Le tournoi européen gymnastique artistique devient à partir de 1931, le championnats du monde de gymnastique artistique dont le premier est organisé à Paris en 1931 puis à Luxembourg en 1932 où Paul Hantson finit 1er au classement du concours général,.
Il est chef-moniteur dans les clubs auxquels il est affilié et s'occupe même en 1934, de l'éducation physique des joueurs de l'Olympique lillois et est, la même année, vice-champion de France au concours général athlétique à Dijon. Il remporte le titre de champion de France au concours général athlétique à la 59e fête régionale de gymnastique de Lille en 1939, dans la catégorie vétérans.

## Palmarès
- Champion du monde au Concours Général Athlétique en 1932[19]
- Champion de France au Concours Général Athlétique en 1921, 1922, 1924, 1930 et 1933[23],[24],[25],[26],[27]
- Champion de France vétéran au Concours Général Athlétique en 1939
- Vice-Champion de France au Concours Individuel en 1922[28]
- Vice-Champion de France au Concours Général Athlétique en 1934[29],[30]
- Troisième au championnat de France au Concours Général Athlétique en 1923[27]

## Postérité et hommages
- La salle Léopold Hantson sur la ville de Wasquehal est nommée en son nom
- L'ancien stade municipal (aujourd'hui démoli) rue Delerue fut nommé en son nom

## Distinctions
- Médaille de bronze de l'Éducation physique en 1936[31]